# جوليوبريجا
جوليوبريجا (بالإسبانية: Juliobriga)‏ (باللاتينية: Iuliobriga)‏ (بالإغريقية: Ἰουλιόβριγα)‏ هو أحد أهمّ المراكز الحضريّة في الإمبراطورية الرومانية القنطبرية كما ذكر العديد من المؤلفين اللاتينيين بما في ذلك بلينيوس الأكبر. حُدّد الموقع تقليديًا بعددٍ من الأطلال في قرية ريتورتيُّو ومقاطعة فيلافريا التابعة لها، في بلدية كامبو دي إنميديو.

## التاريخ
يرجعُ تأسيس جوليوبريجا إلى حروب قنطبرية (29-19 قبل الميلاد)، وتُعدُّ رمزًا قويًا للهيمنة الرومانية لقبائل القنطبرية. سميت المدينة على اسم الإمبراطور الحاكم أغسطس قيصر واسم عائلته المتبنى يولييون أو جين جوليا، وأُضيفَ اسمُ المكان أو الموقع الجغرافي بريجا المنتشر في أيبيريا إلى الاسم فصارت بهذا الاسم.
نظرًا لموقعها الاستراتيجي في وادي بيسايا، تمكنت جوليوبريجا من التحكم في التجارة بين نهر دويرة و‌خليج غشكونية. نمت جوليوبريجا ببطء، وبلغت ذروتها بين نهاية القرن الأول وأوائل القرن الثاني الميلادي. بعد ذلك، بدأ عدد سكانها في الانخفاض، حتى هُجرت المدينة تمامًا في القرن الثالث.

## إعادة الاكتشاف
تمَّ التعرف على أنقاض المنطقة التراثيّة لأول مرة في النصف الثاني من القرن الثامن عشر بواسطة إنريكي فلوريز. عمل العديد من المؤرخين وعلماء الآثار في الموقع منذ ذلك الحين، بما في ذلك بعض الأوائل في إسبانيا. أعُلنَ عن كونِ أنقاض جوليوبريجا موقع تراثيًا من قِبل الحكومة الإسبانية في 29 آذار/مارس 1985.